# Gryten, Västmanland
Gryten är en sjö i Surahammars kommun i Västmanland och ingår i Norrströms huvudavrinningsområde. Sjön är 11,8 meter djup, har en yta på 0,626 kvadratkilometer och är belägen 69 meter över havet.

## Delavrinningsområde
Gryten ingår i det delavrinningsområde (661788-151398) som SMHI kallar för Utloppet av Sörsjön. Medelhöjden är 76 meter över havet och ytan är 24,14 kvadratkilometer. Räknas de 4 avrinningsområdena uppströms in blir den ackumulerade arean 57,35 kvadratkilometer. Kölstaån som avvattnar avrinningsområdet har biflödesordning 4, vilket innebär att vattnet flödar genom totalt 4 vattendrag innan det når havet efter 166 kilometer. Avrinningsområdet består mestadels av skog (67 procent). Avrinningsområdet har 3,01 kvadratkilometer vattenytor vilket ger det en sjöprocent på 12,4 procent.